# Guest Wife
Guest Wife, também conhecido como What Every Woman Wants (bra: Esposa de Dois Maridos) é um filme estadunidense de 1945, do gênero comédia romântica, dirigido por Sam Wood, estrelado por Claudette Colbert e Don Ameche, e coestrelado por Richard Foran.
A trama retrata a história de um correspondente de guerra que convence seu chefe de que é casado e apela à esposa de seu melhor amigo, pedindo que ela se faça passar por sua esposa.
Este foi o primeiro filme de Colbert após o término de seu contrato com a Paramount Pictures, que ocorreu após a conclusão da produção de seu filme anterior, "Practically Yours" (1944).

## Sinopse
Christopher Price (Richard Foran), um executivo bancário de uma cidade pequena, mantém sua lealdade e admiração pelo amigo de infância, Joseph "Joe" Jefferson Parker (Don Ameche), um correspondente de guerra renomado. No entanto, a esposa de Chris, Mary (Claudette Colbert), não simpatiza com Joe e está cansada da idolatria de seu marido. Às vésperas da segunda viagem de lua de mel do casal para Nova Iorque, Joe informa a Chris que precisa de alguém para se passar por sua esposa a fim de enganar seu chefe, que acredita que Joe se casou com uma estrangeira durante uma missão. Chris persuade Mary a assumir o papel de esposa de Joe, o que desencadeia várias complicações e mal-entendidos. Isso leva Mary a decidir ensinar uma lição aos dois, fazendo-os acreditar que ela está, de fato, apaixonada por Joe.

## Elenco
- Claudette Colbert como Mary Price
- Don Ameche como Joseph "Joe" Jefferson Parker
- Dick Foran como Christopher Price
- Charles Dingle como Arthur Truesdale Worth
- Grant Mitchell como Detetive
- Wilma Francis como Susy
- Chester Clute como Urban Nichols
- Irving Bacon como Chefe de Estação
- Hal K. Dawson como Dennis
- Edward Fielding como Arnold

## Produção
O título de produção foi "What Every Woman Wants", exatamente como o filme é conhecido em algumas regiões. Claudette Colbert e Don Ameche já haviam trabalhado juntos anteriormente, em "Meia-Noite" (1939).
Os produtores Jack H. Skirball e Bruce Manning fizeram "Guest Wife" mediante um contrato de compartilhamento de lucros com Colbert e Ameche. O filme teve cenas filmadas em Bishop, na Califórnia, e em Acapulco, no México.

## Prêmios e indicações
| Ano  | Cerimônia | Categoria            | Indicado             | Resultado | Ref.        |
| ---- | --------- | -------------------- | -------------------- | --------- | ----------- |
| 1946 | Oscar     | Melhor trilha sonora | Daniele Amfitheatrof | Indicado  | [ 5 ] [ 6 ] |

## Adaptação para a rádio
"Guest Wife" foi apresentado no Lux Radio Theatre em 10 de dezembro de 1945. Ameche e Foran reprisaram seus papéis, com Olivia de Havilland coestrelando.